# Svínagilshryggur
Svínagilshryggur är ett berg i republiken Island. Det ligger i regionen Västlandet, 90 km norr om huvudstaden Reykjavík. Toppen på Svínagilshryggur är 660 meter över havet.
Trakten runt Svínagilshryggur är nära nog obefolkad, med mindre än två invånare per kvadratkilometer. Det finns inga samhällen i närheten. Trakten runt Svínagilshryggur består i huvudsak av gräsmarker.